# Yananebibuv
Yananebibuv é o 2º album da banda ucraniana Okean Elzy, lançado no ano 2000.

## Músicas[1]
1. Янанебібув (3:19)
2. Той день (3:58)
3. Мало мені (5:06)
4. Сосни (4:31)
5. Кавачай (4:39)
6. Відпусти (3:52)
7. Африка (4:25)
8. Поясни (3:39)
9. Фіалки (3:43)
10. Коли тебе нема (3:17)
11. Етюд (3:19)

## Ligações Externas
- Álbum Yananebibuv no site oficial da banda